# Lamp (groupe)
Pour l’article homonyme, voir LAMP.
 (avril 2022).
La mise en forme du texte ne suit pas les recommandations de Wikipédia : il faut le « wikifier ».
Les points d'amélioration suivants sont les cas les plus fréquents. Le détail des points à revoir est peut-être précisé sur la page de discussion.
- Les titres sont pré-formatés par le logiciel. Ils ne sont ni en capitales, ni en gras.
- Le texte ne doit pas être écrit en capitales (les noms de famille non plus), ni en gras, ni en italique, ni en « petit »…
- Le gras n'est utilisé que pour surligner le titre de l'article dans l'introduction, une seule fois.
- L'italique est rarement utilisé : mots en langue étrangère, titres d'œuvres, noms de bateaux, etc.
- Les citations ne sont pas en italique mais en corps de texte normal. Elles sont entourées par des guillemets français : « et ».
- Les listes à puces sont à éviter, des paragraphes rédigés étant largement préférés. Les tableaux sont à réserver à la présentation de données structurées (résultats, etc.).
- Les appels de note de bas de page (petits chiffres en exposant, introduits par l'outil «  Source ») sont à placer entre la fin de phrase et le point final[comme ça].
- Les liens internes (vers d'autres articles de Wikipédia) sont à choisir avec parcimonie. Créez des liens vers des articles approfondissant le sujet. Les termes génériques sans rapport avec le sujet sont à éviter, ainsi que les répétitions de liens vers un même terme.
- Les liens externes sont à placer uniquement dans une section « Liens externes », à la fin de l'article. Ces liens sont à choisir avec parcimonie suivant les règles définies. Si un lien sert de source à l'article, son insertion dans le texte est à faire par les notes de bas de page.
- La présentation des références doit suivre les conventions bibliographiques. Il est recommandé d'utiliser les modèles {{Ouvrage}}, {{Chapitre}}, {{Article}}, {{Lien web}} et/ou {{Bibliographie}}. Le mode d'édition visuel peut mettre en forme automatiquement les références.
- Insérer une infobox (cadre d'informations à droite) n'est pas obligatoire pour parachever la mise en page.

Pour une aide détaillée, merci de consulter Aide:Wikification.
Si vous pensez que ces points ont été résolus, vous pouvez retirer ce bandeau et améliorer la mise en forme d'un autre article.
 (avril 2022).
Lamp (ランプ, Ranpu) est un groupe indé japonais formé en 2000,.

## Histoire

### Formation
Someya a commencé à jouer de la guitare au collège. Au sein du club folk du lycée, il s'est lié d'amitié avec Nagai grâce à leur amour commun de la musique des années 60. Pendant l'université, lorsqu'un ami a présenté Sakakibara à Someya,,  il a décidé de commencer Lamp en 2000 avec Nagai Yusuke (chant), Sakakibara Kaori (chant), et lui meme Someya Taiyo (guitare),.

### 2003-2011: Premières années et six premiers albums
Le 9 avril 2003, Lamp a sorti son premier album, Soyokaze Apartment Room 201 (そよ風アパートメント201),.
Le 11 février 2004, ils ont sorti leur deuxième album, For Lovers (恋人へ). Malgré des ventes inférieures à celles de leur premier album, For Lovers est devenu au fil des ans l'un des favoris des fans.
Le 25 mai 2005, ils ont sorti leur troisième album, Komorebi Dori Nite (木洩陽通りにて).
Le 7 mars 2007, ils ont sorti leur album de compilation, Zankou (残光).
Le 3 décembre 2008, ils ont sorti leur quatrième album, Lamp Genso (ランプ幻想).
Le 4 août 2010, ils ont sorti leur cinquième album, The Poetry Of August (八月の詩情).
Le 9 février 2011, ils ont publié leur sixième album, Tokyo Utopia Correspondence (東京ユウトピア通信),. La couverture de l'album a été dessinée par le mangaka Ouji Suzuki (鈴木翁二).

### De 2011 à aujourd'hui: Maison botanique, Tours, Yume, Her Watch, Stardust In Blue.
Le 5 février 2014, Lamp a publié son septième album, Yume (ゆめ),. La couverture de l'album a été dessinée par l'illustrateur Sēichi Hayashi (林静一),. Ils se sont produits au BEATRAM MUSIC FESTIVAL dans le parc du château de Toyama. Ils ont collaboré avec le groupe The Bilinda Butchers, basé à San Francisco, pour leur premier album, Heaven.
En 2015, ils se sont produits au HELLO INDIE à Sendai.
Le 13 mars 2015, ils ont publié leur album de compilation, Ame ni Hana (雨に花).
En 2017, ils ont effectué une tournée en Chine, notamment à Shenzhen, Pékin et Shanghai. Le 20 avril, ils se sont produits à Taipei,.
Le 15 mai 2018, ils ont publié leur septième album, Her Watch (彼女の時計). Le 23 juillet, ils ont sorti le single "Tabibito/Place in my dream (旅人／夢の国)". Le 1er août 2018, ils ont publié le single splitté, " Blue/Girlfriend (ブルー／Girlfriend) ", une collaboration avec The Bilinda Butchers,. En août et septembre, Lamp a organisé le Lamp Asia Tour 2018 "A Distant Shore", se produisant dans des villes telles que Pékin, Tokyo, Fukuoka, Séoul, Hong Kong et Taipei,,,. En octobre, ils se sont produits au festival de musique Kirari à Fujimi.
Le 8 septembre 2020, ils ont sorti Stardust In Blue avec la chanteuse Kaede et avec les voix de UWANOSORA. Ils ont des voix de fond sur toutes les pistes, à l'exception de Jupiter, qui n'a que Kaede et UWANOSORA.

## Style et influences
Le style de Lamp a été décrit comme Shibuya-kei, city pop, atend café music,,, mais ils ont également été décrits comme difficiles à classer dans un seul genre,. Le groupe incorpore souvent des éléments de bossa nova, jazz, soul, et funk dans leurs musiques. Ils ont cité comme influences la musique brésilienne, The Beatles, The Beach Boys, et Simon & Garfunkel

## Membres
- Taiyo Someya (染谷大陽 ; né le 13 novembre 1979) - guitare, synthétiseur, vibraphone
- Yusuke Nagai (永井祐介 ; né le 22 juillet 1980) - chant, guitare, basse, clavier
- Kaori Sakakibara (榊原香保里 ; née le 17 novembre 1979) - chant, flûte, accordéon

## Discographie

### Albums studio
- Soyokaze Apartment Room 201, そよ風アパートメント201 (2002)[35]
- For Lovers, 恋人へ (2004)
- Komorebi Dori Nite, 木洩陽通りにて (2005)
- Lamp Genso, ランプ幻想 (2008)
- The Poetry Of August, 八月の詩情 (2010)
- Tokyo Utopia Correspondence, 東京ユウトピア通信 (2011)[4]
- Yume, ゆめ (2014)[1]
- Her Watch, 彼女の時計 (2018)[24]
- Stardust In Blue, 秋の惑星、ハートはナイトブルー。(2020)
- Dusk To Dawn, 一夜のペーソス (2023)

### Album Live
- "A Distant Shore" Asia Tour 2018 (2019)[34]

### Compilations
- Zankou, 残光 (2007)
- Ame ni Hana, 雨に花 (2016)

### Singles
- "Tabibito/Place in my dream, 旅人／夢の国" (2018)
- Blue/Girlfriend, ブルー／Girlfriend" (2018)

### Autres projets
- Ame ni Hana, 雨に花 (2005)
- How Long (2010)
- Rain, long‐continued rain, 雨、降り続く雨 (2014)
- One night, 或る夜 (2014)
- Fantasy/Train window, Fantasy／車窓 (2018)
- Memory of Soda Pop, ソーダ水の想い出 (2018)
- Demo compilation, the shine that never returns, デモ音源集 戻らない輝きは (2018)